# Horny '98
Horny '98 is een nummer uit 1998 van de Duitse dj Mousse T. en het Britse duo Hot 'n' Juicy, ingezongen door de Amerikaanse zangeres Inaya Day. Het nummer staat op het album Chef Aid: The South Park Album.
Het ietwat seksueel getinte nummer werd een hit in Europa en Oceanië. In Mousse T.'s thuisland Duitsland haalde het een bescheiden 28e positie, maar in het Verenigd Koninkrijk werd de 2e positie gehaald. In de Nederlandse Top 40 werd de 23e positie gehaald, en in de Vlaamse Ultratop 50 de 28e.